# 向道村
向道村（こうどうそん）は、山口県都濃郡にあった村。現在の周南市大向・大道理にあたる。

## 地理
- 山岳：竜文寺山、金峰山
- 河川：錦川
- 湖沼：向道ダム

## 歴史
- 1889年（明治22年）4月1日 - 町村制の施行により、大向村・大道理村の区域をもって発足。
- 1955年（昭和30年）10月1日 - 徳山市に編入。同日向道村廃止。